# تأیید (مسیحیت)

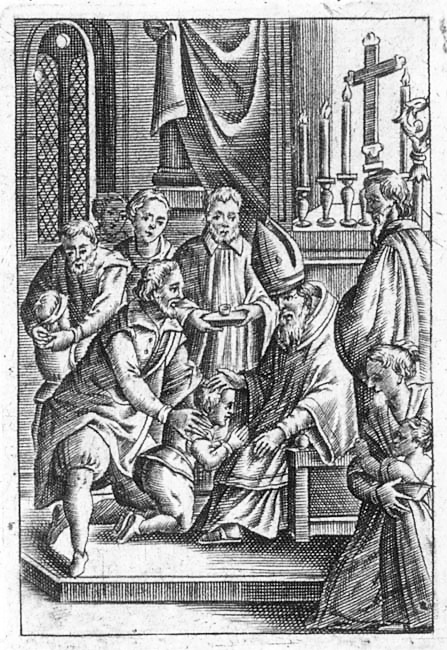
تأیید، تصویرگری از پتروس کانیسیوس: کاتتیسم، ۱۶۷۹

تأیید یکی از مناسک مذهبی مسیحی است که طی آن فردی که در خردسالی غسل تعمید شده، پایبندی خود به مسیحیت را تأیید می‌کند.
در فرقه های مسیحی که تعمید نوزادان را انجام می دهند، تأیید به عنوان مهر مسیحیت ایجاد شده در غسل تعمید دیده می شود. مواردی که تایید می شوند به عنوان تایید کننده شناخته می شوند. در برخی فرقه‌ها، مانند کلیساهای انگلیکان[1] و کلیساهای متدیست[2]، تأیید عضویت کامل در یک جماعت محلی را به گیرنده می‌دهد. در برخی دیگر، مانند کلیسای کاتولیک رومی، تأیید "پیوند با کلیسا را کامل تر می کند"، [3] زیرا، در حالی که یک فرد تعمید یافته قبلا عضو آن است، [4] "دریافت آئین مقدس تایید برای تکمیل فیض تعمید».[5]

حکاکی روی چوب که تاییدیه جوانان لوتری را به تصویر می کشد
کاتولیک‌های رومی، کاتولیک‌های شرقی، ارتدوکس شرقی، ارتدوکس شرقی، و کلیسای عیسی مسیح مقدسین آخرالزمان تأیید را به عنوان یک آیین مقدس می‌دانند.[6] در شرق بلافاصله پس از غسل تعمید اعطا می شود. در غرب، این عمل معمولاً هنگام غسل تعمید بزرگسالان انجام می شود، اما در مورد نوزادانی که در خطر مرگ نیستند، معمولاً توسط اسقف، تنها زمانی که کودک به سن عقل یا اوایل نوجوانی می رسد، انجام می شود. در میان آن دسته از کاتولیک‌هایی که تأیید نوجوانی را انجام می‌دهند، این عمل ممکن است، ثانیاً، به‌عنوان مناسک «بالغ» تلقی شود.[7][8]
در فرقه‌های سنتی پروتستان، مانند کلیساهای انگلیکان، لوتری، متدیست و اصلاح‌شده، تأیید آیینی است که اغلب شامل اظهار ایمان توسط یک فرد غسل تعمید شده است. همچنین اکثر فرقه‌های پروتستان برای عضویت کامل در کلیسای مربوطه، به ویژه برای کلیساهای سنتی پروتستان، [9] که در آن‌ها به‌عنوان مراسم بلوغ نیز به رسمیت شناخته می‌شود، لازم است.
تأیید در باپتیست، آناباپتیست و سایر گروه هایی که تعمید مؤمن را آموزش می دهند، انجام نمی شود. بنابراین، مراسم مقدس یا آیین تأیید برای کسانی که از آن گروه‌های فوق الذکر دریافت می‌شوند، علاوه بر کسانی که از مذاهب غیر مسیحی گرویده‌اند، اجرا می‌شود.
کلیسای عیسی مسیح قدیسان آخرالزمان تعمید نوزاد را انجام نمی دهد، اما افراد می توانند پس از رسیدن به "سن پاسخگویی" (حداقل 8 سالگی) تعمید بگیرند. تأیید یا بلافاصله پس از غسل تعمید یا در یکشنبه بعد رخ می دهد. تا زمانی که تاییدیه دریافت نشود، غسل تعمید کامل یا کاملا مؤثر در نظر گرفته نمی شود.[10]
مراسم مشابهی وجود دارد که در یهودیت اصلاحی نیز تأیید نامیده می شود. این در 1800s توسط Israel Jacobson ایجاد شد.[11]

اساس کتاب مقدس
ریشه های تایید در کلیسای عهد جدید یافت می شود. در انجیل یوحنا 14، مسیح از آمدن روح القدس بر رسولان صحبت می کند (یوحنا 14: 15-26). بعداً، پس از رستاخیز، عیسی بر آنها دمید و روح القدس را دریافت کردند (یوحنا 20:22)، فرآیندی که در روز پنطیکاست تکمیل شد (اعمال رسولان 2:1-4). آن ریزش روح در پنطیکاستی، نشانه عصر مسیحایی بود که توسط انبیا پیشگویی شده بود (حزقی 36: 25-27؛ یوئیل 3: 1-2). ورود آن توسط پیتر رسول اعلام شد. رسولان پر از روح القدس شروع به اعلام "اعمال قدر خدا" کردند (اعمال رسولان 2: 11؛ رجوع کنید به 2: 17-18). پس از این مرحله، عهد جدید حواریون را ثبت می کند که روح القدس را از طریق دست گذاشتن به دیگران عطا می کنند.
سه متن به یقین می گویند که دست گذاشتن برای انتقال روح - که بعد از حمام آب و به عنوان مکمل این حمام انجام می شود - قبلاً در دوران رسولان اولیه وجود داشته است. این متون عبارتند از: اعمال رسولان 8:4-20 و 19:1-7 و عبرانیان 6:1-6. در اعمال رسولان 8: 14-17 «خادمین» متفاوتی برای این دو عمل نامگذاری شده است. این شماس فیلیپ، تعمید دهنده نیست، بلکه فقط حواریون بودند که توانستند پنوما را از طریق دست گذاشتن به او منتقل کنند.
و چون رسولان در اورشلیم شنیدند که سامره کلام خدا را پذیرفته است، پطرس و یوحنا را برای آنها فرستادند و آنها فرود آمدند و برای آنها دعا کردند تا روح القدس را دریافت کنند، زیرا هنوز بر هیچ یک از آنها نازل نشده بود. آنها فقط به نام خداوند عیسی تعمید یافته بودند. سپس بر آنها دست گذاشتند و روح القدس را دریافت کردند.
در ادامه متن، ارتباط بین عطای روح القدس و ژست روی دست گذاشتن با وضوح بیشتری ظاهر می شود. اعمال رسولان 8: 18-19 درخواست شمعون جادوگر را به این صورت معرفی می کند: "وقتی شمعون دید که روح از طریق گذاشتن دست های رسولان عطا شده است ...." در اعمال 19، غسل تعمید شاگردان به صورت کاملاً کلی ذکر شده است، بدون اینکه خدمتگزار مشخص شود. اگر به اول قرنتیان 1: 17 مراجعه کنیم، ممکن است فرض کنیم که پولس عمل تعمید را به دیگران واگذار کرد. اما سپس اعمال رسولان 19: 6 به صراحت بیان می کند که این پولس رسول بود که دستان خود را بر روی افراد تازه تعمید یافته گذاشت. عبرانیان 6: 1-6 "آموزش تعمید" را از تعلیم "دست گذاشتن" متمایز می کند. تفاوت را می توان در پرتو دو قسمت اعمال رسولان 8 و 19 درک کرد.